# 阿里卡和帕里纳科塔大区
阿里卡和帕里纳科塔大区（西班牙語：Arica y Parinacota Region）是智利的一个大区，成立于2007年10月8日，析置自塔拉帕卡大区。总面积16,873.3 km²，人口189,644。首府阿里卡。该大区包含两个省，阿里卡省和帕里纳科塔省。该大区与秘鲁、玻利维亚接壤。